# Hemiparèsia
L'hemiparèsia és una parèsia d'una meitat del tronc i extremitats del mateix costat. Quan el grau d'afectació és complet (paràlisi) llavors s'anomena hemiplegia. Tant l'hemiparèsia com l'hemiplegia poden ser el resultat de diverses causes mèdiques, com ara afeccions congènites, traumatismes, tumors, lesions cerebrals traumàtiques i accidents cerebrovasculars.

## Detecció
La detecció de l'hemiparèsia es fa mitjançant una exploració física del pacient.
L'exploració se centra en tres proves característiques de l'hemiparèsia per identificar deficiències motores; la senyal del cinquè dit, el desplaçament del pronador, i la rotació dels punys, essent la primera la més sensible i específica.
- Senyal del cinquè dit: S'observa un espai més ample entre el quart i el cinquè dit del costat afectat quan el pacient estén els braços horitzontalment cap endavant, amb els palmells cap avall.[3][4]
- Desplaçament del pronador: Es demana al pacient que, amb els ulls tancats, estiri els braços cap endavant amb els palmells mirant cap amunt, i mantingui la posició mig minut. En cas de deteriorament, el pacient no serà capaç de mantenir el braç afectat alçat i el palmell pot començar a pronar, és a dir, a girar fins a mirar avall.
- Rotació dels punys: El pacient gira els punys[a] l'un al voltant de l'altre, primer cap a una direcció i després cap a l'altra. En cas de deteriorament, el pacient tendeix a mantenir quiet el puny del costat afectat i fer girar només l'altre al voltant d'aquest.[5]

La manera de caminar del pacient també pot ser indicativa d'hemiparèsia. Sovint la cama del costat afectat queda més estesa i girada internament i es balanceja en un arc lateral ampli en lloc d'aixecar-se per tal de moure-la cap endavant. En caminar, l'extremitat superior del mateix costat també pot quedar adduïda a l'espatlla, flexionada al colze i pronada al canell amb el polze ficat al palmell i tapat pels dits.